# نيل كالاواي
نيل كالاواي (بالإنجليزية: Neil Callaway)‏ هو لاعب كرة قدم أمريكية أمريكي، ولد في 15 نوفمبر 1955 في ماكون في الولايات المتحدة.